# Фосфаты
Фосфа́ты — соли фосфорных кислот, например ортофосфат калия K3PO4. Различают ортофосфаты и конденсированные фосфаты, содержащие более одного атома P, образующие связи P—O—P.

## Ортофосфаты
Соли фосфорной кислоты называются фосфатами. Фосфорная кислота образует одно-, двух- и трехзамещенные соли.
{\displaystyle {\mathsf {H_{3}PO_{4}+NaOH\rightarrow NaH_{2}PO_{4}+H_{2}O}}} (дигидрофосфат натрия)
{\displaystyle {\mathsf {H_{3}PO_{4}+2NaOH\rightarrow Na_{2}HPO_{4}+2H_{2}O}}} (гидрофосфат натрия)
{\displaystyle {\mathsf {H_{3}PO_{4}+3NaOH\rightarrow Na_{3}PO_{4}+3H_{2}O}}} (фосфат натрия)
Дигидрофосфаты обычно хорошо растворимы в воде, почти все гидрофосфаты и фосфаты растворимы мало. Прокаливание солей приводит к следующим превращениям:
{\displaystyle {\mathsf {NaH_{2}PO_{4}\rightarrow NaPO_{3}+H_{2}O}}}
{\displaystyle {\mathsf {2Na_{2}HPO_{4}\rightarrow Na_{4}P_{2}O_{7}+H_{2}O}}}
Органические фосфаты играют очень важную роль в биологических процессах. Фосфаты сахаров участвуют в фотосинтезе. Нуклеиновые кислоты также содержат остаток фосфорной кислоты. Молоко млекопитающих содержит фосфопротеин (белок) казеин, обеспечивающий фосфором растущий детский организм.
Примеры различных классов фосфатов: фосфат аммония-кальция, фосфат лютеция, фосфат неодима(III), фосфат плутонила-аммония, фосфат плутонила-калия, фосфат плутония(III), гексафторофосфат(V) калия, молибдофосфат натрия, тетратиофосфат натрия, тетрафосфат натрия, триметафосфат кальция, тритиофосфат натрия.

### Получение
Ортофосфаты можно получить действием ортофосфорной кислоты на щёлочь:
{\displaystyle {\mathsf {3LiOH+H_{3}PO_{4}\rightarrow Li_{3}PO_{4}\downarrow +3H_{2}O}}}

### Химические свойства
У всех ортофосфатов есть свойство: безводные соли стабильны при нагревании до температуры плавления, которая для разных солей колеблется в диапазоне от 830 °C (у фосфата свинца) до 1605 °C (у фосфата бария).
Фосфаты в основном плохо растворимы, в отличие от дигидрофосфатов. Растворимы только фосфаты щелочных металлов, начиная с натрия (фосфат лития — малорастворим) и аммония. Фосфаты обладают общими свойствами солей:
- Взаимодействуют с сильными кислотами (они превращают нерастворимый фосфат в растворимый дигидрофосфат):

{\displaystyle {\mathsf {Ca_{3}(PO_{4})_{2}+4HCl\rightarrow Ca(H_{2}PO_{4})_{2}+2CaCl_{2}}}}
- Взаимодействуют с другими растворимыми солями:

{\displaystyle {\mathsf {2Na_{3}PO_{4}+3Li_{2}SO_{4}\rightarrow 2Li_{3}PO_{4}\downarrow +3Na_{2}SO_{4}}}}
- При нагревании выше 2000C° разлагаются на оксиды[4]:

{\displaystyle {\mathsf {Ca_{3}(PO_{4})_{2}\rightarrow 3CaO+P_{2}O_{5}}}}
Дигидрофосфаты (однозамещенные фосфаты) имеют кислую среду, гидрофосфаты (двузамещенные фосфаты) — слабощелочную, средние (трехзамещенные фосфаты, или просто фосфаты) — щелочную.
Гидроортофосфаты — неорганические соединения, кислые соли ортофосфорной кислоты, например, гидроортофосфат бериллия, гидроортофосфат олова(IV), гидрофосфат свинца(II).
Дигидроортофосфаты — неорганические соединения, кислые соли ортофосфорной кислоты, например, дигидроортофосфат аммония. Существуют также метафосфаты, например, метафосфат калия.

## Добыча
Фосфатные руды представлены фосфоритами и апатитами; гораздо реже встречаются алюмофосфаты и железофосфаты, также добывается гуано.
Первое место в мире по добыче фосфатов занимают Китай, Марокко (там находится до 75% мировых запасов фосфоритов), США, Россия, Бразилия.
По мнению некоторых исследователей, доступные запасы фосфора на Земле могут быть истощены через 50-100 лет, а пик фосфора будет достигнут примерно к 2030 году.

## Применение
Основное применение — фосфорные удобрения. Фосфаты широко используются для уменьшения жесткости воды (т.е. связывания ионов кальция и магния в нерастворимые фосфаты) — в синтетических моющих средствах, в системах водоподготовки и т.д. Также применяется в производстве некоторых лекарственных веществ.

## Физиологическая роль
Важное место фосфаты занимают и в биохимии, а именно в синтезе множества биологически активных веществ, а также в энергетике всех живых организмов.
Фосфорные эфиры аденозина — АМФ, АДФ и АТФ являются важнейшими веществами энергетического обмена. Фосфатная группа — неотъемлемая часть РНК и ДНК,  а также основа гидрофильной части молекул фосфолипидов - главного компонента клеточных мембран.

## Экологические аспекты
Фосфаты, попадающие в окружающую среду, наряду с некоторыми другими веществами приводят к эвтрофикации водоёмов. Споры об использовании фосфатов в стиральных порошках ведутся с 1970-х годов, такое их применение запрещено во многих странах. С начала 2010-х годов в странах Европейского союза постепенно вводятся ограничения на использование фосфатов в бытовых стиральных порошках на уровне не более 0,3—0,5 г фосфора на цикл стирки. Помимо удобрений и стиральных порошков, антропогенным источником фосфатов в окружающей среде являются необработанные сточные воды.

## Примеры
- Фосфорит
- Фосфат аммония-кальция
- Фосфат лютеция
- Фосфат неодима(III)
- Фосфат плутонила-аммония
- Фосфат плутонила-калия
- Фосфат плутония(III)